# 굴봉산
굴봉산(屈峰山)은 대한민국 강원특별자치도 춘천시에 있는 높이 해발308.1m의 산이다.

## 같이 보기
- 한국의 산